# Anton Rochel
Anton Rochel (né le 18 juin 1770, à Neunkirchen et décédé le 12 mai 1847, à Graz) est un chirurgien et naturaliste autrichien, connu pour ses recherches botaniques sur le Banat et les Carpates.

## Biographie
Jusqu'en 1798, il est chirurgien dans l'armée autrichienne, puis de 1798 à 1820, il travaille comme médecin en Moravie et en Hongrie. De 1820 à 1840, il est conservateur au jardin botanique de Pest. Le genre botanique Rochelia (famille des Boraginacées) est nommé en son honneur par le botaniste allemand Ludwig Reichenbach (1793-1879).

## Œuvres publiées
- Naturhistorische miscellen uber den nordwestlichen Karpath à ober-Ungarn, 1821 - Notes d'histoire naturelle sur les Carpates du nord-ouest de la haute Hongrie.
- Plantae Banatus rariores: iconibus et descriptionibus illustratae, 1828.
- Botanische Reise à das Banat im Jahre 1835 nebst Gelegenheits-Bemerkungen, 1838 - Voyage botanique à Banat en 1835[3].